# Impianto industriale
Per impianto industriale si intende un complesso di capitali, macchine, mezzi e addetti atti a sfruttare le risorse materiali ed energetiche per trasformarle in prodotti finiti  a maggior valore aggiunto attraverso processi chimico fisici o processi di fabbricazione e/o montaggio.
La progettazione, l'esercizio e la gestione degli impianti industriali rientrano nel settore dell'ingegneria che viene detto impiantistica.

## Struttura
Ogni impianto industriale si suddivide in:
- impianti tecnologici: sono costituiti dalle macchine che trasformano il materiale da lavorare: al fine di rendere efficiente l'impianto è necessario prestare attenzione alla scelta del sistema di produzione adatto durante la fase di progettazione dell'impianto stesso.
- impianti di servizio: sono costituiti da tutte quelle strutture che pur non producendo direttamente valore aggiunto al prodotto tuttavia creano quella condizione al contorno necessaria per garantire un corretto funzionamento degli impianti tecnologici (impianto elettrico, impianto idraulico, impianto per il vapore, impianto dell'aria compressa, impianto chimico) e un'adeguata operatività degli addetti (riscaldamento, ventilazione e condizionamento, Illuminotecnica, impianto antincendio, impianto di sicurezza, impianto trattamenti anti-inquinamento).

### Impianto tecnologico
Complesso di congegni, apparecchiature e sistemi atti a svolgere un preciso compito e ad assicurare un determinato servizio di cui è dotata l'unità immobiliare ovvero l'edificio in cui la stessa è ubicata.

#### Dimensione
Quando si parla di dimensione di un impianto industriale non ci si riferisce semplicemente alla sua superficie, ma entrano in gioco diversi fattori; in generale si può distinguere un impianto in piccolo, medio e grande. Per fare tale classificazione si prendono in considerazione la capacità produttiva, la continuità della produzione, il numero di addetti, il fatturato e gli investimenti fatti. In tale contesto va però considerato che di notevole importanza è il settore in cui opera l'impianto e quanto questo sia automatizzato.

#### Grado di integrazione
L'integrazione può avvenire sia verticalmente che orizzontalmente. Quando si parla di integrazione orizzontale ci si riferisce a quel processo grazie al quale l'azienda riesce ad aumentare il suo volume produttivo grazie ad un aumento del numero di commesse (un esempio di integrazione orizzontale è l'acquisizione di aziende rivali).
L'integrazione verticale è quel processo grazie al quale l'azienda estende le lavorazioni verso monte o verso valle (un esempio di verticale è l'acquisizione di una azienda cliente o di una azienda fornitrice).

#### Continuità della produzione
La produzione può essere continua od intermittente. Si parla di produzione continua quando c'è un solo ciclo di lavorazione ininterrotto ed il prodotto lavorato è unico.
Si parla invece di produzione intermittente (in inglese batch) quando vengono realizzati più prodotti, solitamente divisi in lotti.